# 最上ゆら
最上 ゆら（もがみ ゆら、3月6日 - ）は、日本のAV女優。LIGHT所属。

## 略歴・人物
2020年2月、kawaii*専属女優の「皆川ゆうな（みながわ ゆうな）」としてAVデビュー。エスフラート所属。
2020年9月、新たに開設したツイッターで「最上ゆら」に改名したことを報告。所属事務所をLIGHTに移し、企画単体女優となる。

## 作品
(配):配信特化・先行型メーカ・レーベル作品、無印:単体作品、○:複数人数による共演作品、○出演者:2から3人の共演作品、●出演者:2から3人の共演を含めたオムニバス作品、□:オムニバス作品、□出演者:出演者が3人までのオムニバス作品

### アダルトビデオ

#### 皆川ゆうな
- 脱いだら白肌スレンダーEcup! 韓国大好きなイマドキ女子大生 皆川ゆうな20歳 右肩上がりにエロくなるAVデビュー作!!（2月25日、kawaii*）※Blu-ray同時発売
- 脱いだら凄かった!この美白肌!このおっぱい!このクビレ!まだまだ限界知らずの敏感ボディ 初めての覚醒ドキュメント 皆川ゆうな（3月25日、kawaii*）
- 彼女がライブ遠征で不在中、僕に想いを寄せる彼女の親友と狂ったようにハメまくった3日間 皆川ゆうな（4月25日、kawaii*）
- 出張先の相部屋で絶倫上司に何度も中出しされて…部長の粘着質な愛撫と濃厚SEXに溺れた美尻新人OL 皆川ゆうな（6月25日、kawaii*）
- 昔から大嫌いだった叔父に中出しされて… ～無理やり犯された続けた2日間の全記録～ 皆川ゆうな（7月25日、kawaii*）

#### 最上ゆら
- ラグジュTV 1294 スレンダー美脚の美人女医は欲求不満!おっとりした雰囲気の彼女だったが、エロいスイッチが入ると徐々に色っぽさ纏った大人のオンナへ変貌!頬を染め、そのとろけた表情と声は快楽の沼に嵌った証!（8月31日、ラグジュTV）(配)

- 最高の愛人と、最高の中出し性交。 58 スレンダー美脚色白Eカップ（9月25日、プレステージ）
- プラチナ級 素人清楚妻による一生思い出に残り続ける優しい童貞筆おろし 5（10月9日、赤面女子）□

- 【初撮り】【真っ白な美ボディ】【カメラに魅せる艶顔】清楚な佇まいで来客対応をするマドンナ受付嬢も、男のテクニックにエロく妖艶に変化していき.. ネットでAV応募→AV体験撮影 1365（10月11日、シロウトTV）(配)
- マジ軟派、初撮。 1544 赤坂見附でゲットしたホワホワ癒し系の巨乳OL!敏感度MAXボディは手マンで失禁!気持ちよさのあまりに号泣!!彼氏に内緒の浮気セックスで乱れまくる!!!（10月22日、ナンパTV）(配)
- ゆら 谷間チラ見せ白肌美女 ぐちょぐちょマ●コにチ●ポをぶち込まれる!（10月24日、港区女子）(配)

- 不倫快楽 皆の肉壷だった元ヤリサーの人妻 偶然出会った元メンと再熱濃厚中出しSEX（11月19日、ABC/妄想族）□うららか麗

- 本当の快楽を知らない人妻「あまりSEXが好きじゃないんですよね…」そんなセリフが嘘のような激しいHに身も心も踊る!抜群のスタイルが映えまくり! 今からこの人妻とハメ撮りします。25 at 東京都葛飾区亀有（11月19日、KANBi）(配)

- マジックミラー号「無料エステ体験! 」の募集に来た女子の全身をヌルテカオイルマッサージ 地味な見た目とは裏腹に何度も激イキする隠れ巨乳女子!（12月10日、SODクリエイト）□夏川ラム、凪澤詩音

- 素人美女ナンパ GET!! No.219 ハイエンド艶女@銀座4丁目編（1月7日、桃太郎映像出版）□
- 奥さん、一緒に飲みませんか? 人妻にお酒とザーメン飲ませてみました @新宿 地方の人妻限定 巨大バスターミナル前で訳アリ人妻をナンパしてみた9（2月27日、ビッグモーカル）□
- イマドキ女子○生からエッチなお誘いを受けた！ありがたくマ○コ頂戴した!カチコチになったチ○ポを柔らかく温かい上下のお口で気持ちよくしてくれるエッチテクニック抜群の娘たち!（3月11日、SWITCH）□小坂しおり、河奈亜依
- 人妻の浮気心 最上ゆら（4月1日、人妻援護会/エマニエル）

- 舞ワイフ No.1091 最上美香（1月7日、セレブクラブ舞ワイフ）(配)
- 舞ワイフ No.1110 最上美香（3月16日、セレブクラブ舞ワイフ）(配)

### アダルトVR

#### 皆川ゆうな
- 僕の幼馴染がこんなスタイル良いハズがない!!風邪ひいて寝込んだら超ラフで無防備な部屋着で看病… 高熱のせい!?吊り橋効果!?よ～く見たら超美肌!そして美乳!妄想爆発&精子暴発アオハルSEX 皆川ゆうな（7月6日、kawaii*VR）

#### 最上ゆら
- 上司の妻は元カノ 徹底的に仕込んだ変態性奴●マ●コは今も健在だった（10月22日、ブイワンVR）
- マスク女子VR（11月26日、KMPVR）

- 網タイツVR（1月9日、KMPVR）□
- 腋でヌケるVR（2月10日、KMPVR）□
- ラブイチャ美ボディぬるスケSEX マンネリ解消フル勃起で興奮は最高潮!（2月19日、ブイワンVR）
- 食い込んだ競泳水着で顔騎されるVR（3月16日、KMPVR）□

### イメージDVD
- 六本木で働く外資系企業OL着エロデビュー!/泰原京香（2020年12月28日、Hapiness Holic）

### デジタル写真集
- 引き締まったウェストすらりとした手足 どこに出しても恥ずかしくないスレンダー美女（2020年11月8日、ブイワンVR）□
- 流出 タトゥーカップルの激しスギルSEX プラス色白スレンダー素人さんの流出SEX（2020年12月3日、BS動画）○うららか麗

## 出演

### ウェブドラマ
- 全裸監督2（2021年6月24日 全話配信、Netflix） - 第5話